# 니오정
니오정(일본어: 仁尾町)은 일본 가가와현 미토요시에 존재하는 지구이며, 또한 미토요군에 있던 정이다.

## 지리
가가와 현의 서부에 위치하고 있으며, 히우치나다에 접해 있다. 기후는 세토 내해식 기후로 온난하다. 서일본 최대급의 마리나를 보유하고 있다

## 역사
전국시대, 니오 성(니오 성이라고도 / 성주에게는 호소카와 도사모리 요리히로 외 여러 설이 있음)이 낙성한 날이 음력 3월 3일이었기 때문에 니오 정 일부에서는 히나마츠리가 열리지 않고, 하치사쿠의 날에 히나 인형이 함께 장식된다
- 1890년 2월 15일 - 정촌제 시행에 의해 미노군 니오촌이 탄생하였다.
- 1899년 3월 16일 - 미노군이 도요타군에 합병해, 미토요군이 되었다.
- 1924년 4월 1일 - 정으로 승격해 니오정이 되었다.
- 2006년 1월 1일 - 도요나카정, 다카세정, 야마모토정, 사이타정, 다쿠마정, 미노정이 합병해 미토요시가 되었다.

## 참고 문헌
- 角川日本地名大辞典編纂委員会, 『角川日本地名大辞典 43 香川県』, 1985, 角川書店